# Edwin Adner
Gustaf Edwin Adner, (Nordmaling, 18 de marzo de 1887 – Själevad, fallecido el 26 de noviembre de 1947) , fue un ingeniero jefe sueco en Mo y Domsjö AB.

## Biografía
Adner se graduó como ingeniero civil en 1909 y, después de trabajar como constructor y dibujante en Alemania y Estados Unidos, fue jefe de la planta hidroeléctrica en Gideå bruk y Gråbacka entre 1913 y 1917. En 1917, asumió el cargo de ingeniero jefe en Mo & Domsjö AB, donde se convirtió en gerente en 1944.
Adner fue vicepresidente de la Asociación Sueca de Ingenieros de Papel y Celulosa entre 1938 y 1943 y, desde 1944, de la Asociación Sueca de Celulosa.
Fue vicepresidente de la Asociación Sueca de Tecnólogos entre 1944 y 1946 y fue elegido miembro de la Real Academia Sueca de Ciencias de la Ingeniería en 1941.